# メチルアミン-グルタミン酸-N-メチルトランスフェラーゼ
メチルアミン-グルタミン酸-N-メチルトランスフェラーゼ (methylamine-glutamate N-methyltransferase) は、次の化学反応を触媒する酵素である。
メチルアミン + L-グルタミン酸 {\displaystyle \rightleftharpoons } NH3 + N-メチル-L-グルタミン酸
したがって、この酵素の基質はメチルアミンとL-グルタミン酸、生成物はアンモニアとN-メチル-L-グルタミン酸である。
この酵素は転移酵素に属し、特に一炭素基を転移させるメチルトランスフェラーゼである。系統名はmethylamine:L-glutamate N-methyltransferaseである、別名にN-methylglutamate synthaseとmethylamine-glutamate methyltransferaseがある。この酵素はメタン代謝に関与する。